# Luzitanija
Luzitanija (lat. Lusitania ili Hispania Lusitania; por. Lusitânia; šp. Lusitania), prvotno rimska provincija koja je obuhvaćala gotovo cijeli današnji Portugal južno od rijeke Duero i dijelove današnje Španjolske (današnja autonomna zajednica Extremadura i mali dio provincije Salamanca). Ime je dobila po Luzitancima, starom indoeuropskom narodu čija je bila domovina. Glavni grad joj je bio Emerita Augusta (današnja Mérida), a u doba Republike je bila dio provincije Hispania Ulterior, postavši posebnom provincijom u doba carstva. Od konca starog vijeka nadalje Luzitanija se poistovjećivala s Portugalom, odnosno Luzitanci s Portugalcima.

## Vanjske poveznice
- Detailed map of the Pre-Roman Peoples of Iberia (around 200 BC)  Arhivirana inačica izvorne stranice od 11. lipnja 2004. (Wayback Machine)